# از هر راهی که می‌توانی
از هر راهی که می‌توانی (انگلیسی: Any Which Way You Can) فیلمی در ژانر اکشن و زوج هنری به کارگردانی بادی وان هورن است که در سال ۱۹۸۰ منتشر شد.

## بازیگران
- کلینت ایستوود
- سوندرا لوک
- جفری لوئیس
- هری گواردینو
- روث گوردون
- بری کوربین
- ویلیام اسمیت
- بیل مک‌کینی
- دان وادیس
- جورج مرداک
- ان رمزی